# 현성 (배우)
현성(본명 : 김현성, 1976년 1월 19일 ~)은 대한민국의 배우이다.

## 학력
- 서울예술대학교 영화과

## 출연 작품

### 영화
- 《세 친구》 (1996년) - 김태무 역
- 《스물넷》 (2002년) - 준이 역
- 《성냥팔이 소녀의 재림》 (2002년) - 주 / 게임 플레이어 혹은 바이러스 역
- 《두뇌유희 프로젝트, 퍼즐》 (2006년) - 정 역
- 《굿바이 테러리스트》 (2007년)
- 《채식주의자》 (2010년) - 민호 역
- 《소분》 (2010년)
- 《독개구리》 (2011년) -한규 역
- 《백야》 (2012년) - 도윤 역
- 《노크》 (2012년) - 김도혁 역
- 《뜨거운 안녕》 (2013년) - 소속사 사장 역
- 《야간비행》 (2014년) - 담임 역
- 《살인의뢰》 (2015년) - 남 형사 역
- 《국가대표 2》 (2016년) - 북한장교 역

### 드라마
- 《MBC 베스트극장 - 클럽파라다이스》 (MBC, 2003년)
- 《드라마시티 - 마사지》 (KBS2, 2004년)
- 《북경, 내 사랑》 (KBS2, 2004년) - 김태용 역
- 《한뼘 드라마 - 기쁜 우리 젊은날》 (MBC, 2004년)
- 《드라마시티 - 메모리》 (KBS2, 2005년) - 선재 역
- 《사랑한다 웬수야》 (SBS, 2005년) - 장시화 역
- 《난 네게 반했어》 (KBS2, 2008년) - 조민서 역
- 《일지매》 (SBS, 2008년) - 흥견 역
- 《계백》 (MBC, 2011년) - 문근 역
- 《더 뮤지컬》 (SBS, 2011년) - 한상원 역
- 《드라마 스페셜 연작 시리즈 - 아들을 위하여》 (KBS2, 2011년) - 석원 역
- 《뱀파이어 검사》 (OCN, 2011년) - 경찰특공대 대장 역
- 《히어로》 (OCN, 2012년) - 윤오투 역
- 《특수사건 전담반 TEN 2》 (OCN, 2013년) - 강종윤 역
- 《시그널》 (tvN, 2016년) - 민성 역

### 뮤지컬 & 연극
- 《록키 호러쇼》 (2005년)
- 《키사라기 미키짱》 (2012년) - 스네이크 역
- 《장군슈퍼》 (2018년) -장군 역
- 《행복리》 (2018년) - 성현 역
- 《가족의 탄생》 (2020년) - 최국호 역

### 뮤직비디오
- 드래곤플라이 - 사진 (2002년)
- 위치스 - 떳다그녀 (2002년)
- 민경훈 - 슬픈바보 (2007년)
- 구정현 - 오죽했으면 (2007년)

## 음반
- <가끔, 차안에서 만드는 노래-여전히 그대를…>(2015년)
- <가끔, 차안에서 만드는 노래 2-573km> (2017년)
- 《가끔, 차안에서 만드는 노래 3-가.차.노.》 (2017년)
- 《가끔, 차 안에서 만드는 노래 4-그렇게 채워진다》 (2018년)
- 《가끔, 차 안에서 만드는 노래 5-장군슈퍼》 (2018년)
- 《밥은 굶어도 머리엔 무스》 (2020년)
- <Im not 아저씨> (2023년)